# Heden II
Heden, Hedan, o Hetan II (m. 741), llamado el Joven, fue un duque de Turingia, uno de los "más antiguos" ducados raíz (Stammesherzogtums), de alrededor del año 700 hasta su muerte. Puede que se trate del Hedan que se casó con santa Bilihilda.
Una de las principales fuentes de su vida es la Passio minor sancti Kiliani. Según la Passio, después de que la venganza de Dios recayera sobre su padre Gosberto, Hedan fue expulsado del reino y su madre Geilana gobernó como duquesa (689). Tiempo después Hedan regresó como adulto y asumió el poder (antes de 704). El ducado sobre el que Hedan y sus antepasados gobernaron era la región alrededor del río Meno. Sólo bajo Hedan el duque asumió un interés extenso en las tierras al este, la región que hoy en día se llama Turingia. La pretensión de Hedan al gobierno de Turingia puede haber sido reclamado a través de su esposa Teodrada. 
La hipotética relación de Hedan con Bilihilda se establece en una obra del siglo XII, Vita Bilihildis, basada en fuentes precedentes, que llama al esposo de Bilihilda dux militum gentilis ... vocabulo Hetan. Teotbaldo, por otro lado, puede haber sido hermano de Teodrada y el hombre que precedió a Hedan en el gobierno de Turingia. 
Fue durante el reinado de Hedan cuando se produjo la conversión de los turingios al Cristianismo empezó bajo Bonifacio. En 742 se estableció la diócesis de Erfurt. El apoyo del propio duque y su esposa Teodrada fue instrumental en establecer la nueva religión en Turingia. En una donación datada del 1.º de mayo de 704 en Würzburgo, su capital, Hedan, con el consentimiento de su esposa y su hijo Thuring y los magnates francos Rocco y Doda, donaron al obispo Willibrord los lugares de Arnstadt (Arnestati), Mühlberg (Mulenberge), y Großmonra (Monhore). Un documento que data del 18 de abril de 716/717, Hedan amplió su anterior donación entregando estados hereditarios a orillas de Saale y en Hammelberg a los condes Cato y Sigeric así como el nutricius Ado y los magnates Adogoto y Hereric. 
A través de su esposa Hedan tenía conexiones con la familia Rodoin y la familia de Gundoin, duque de Alsacia. También tenía lazos con el monasterio de Weißenburg en Alsacia. Su hija Immina entró en el monasterio casa de Marienberg.